# Электрическая гирлянда

Ёлка с электрогирляндой

Электри́ческая (светова́я) гирля́нда — декоративное украшение, обычно состоящее из цепочки ламп накаливания или светодиодов, последовательно соединённых жгутом электрических проводов. Название заимствовано у традиционного растительного узора.
Электрогирлянды используются преимущественно в период рождественских и новогодних праздников — для украшения праздничных ёлок, предметов интерьера, различных архитектурных элементов и зданий в целом.

## История
Первая электрическая новогодняя гирлянда для рождественской ёлки была изготовлена в США в 1882 году. Ею украсил рождественскую ёлку в своём доме Эдвард Джонсон, соратник Томаса Эдисона. В 1895 году, при президенте Гровере Гливленде, рождественскую ёлку в Белом Доме также украсили электрической гирляндой. С этого момента электрические огни стали неуклонно вытеснять с ёлок пожароопасные традиционные свечи.

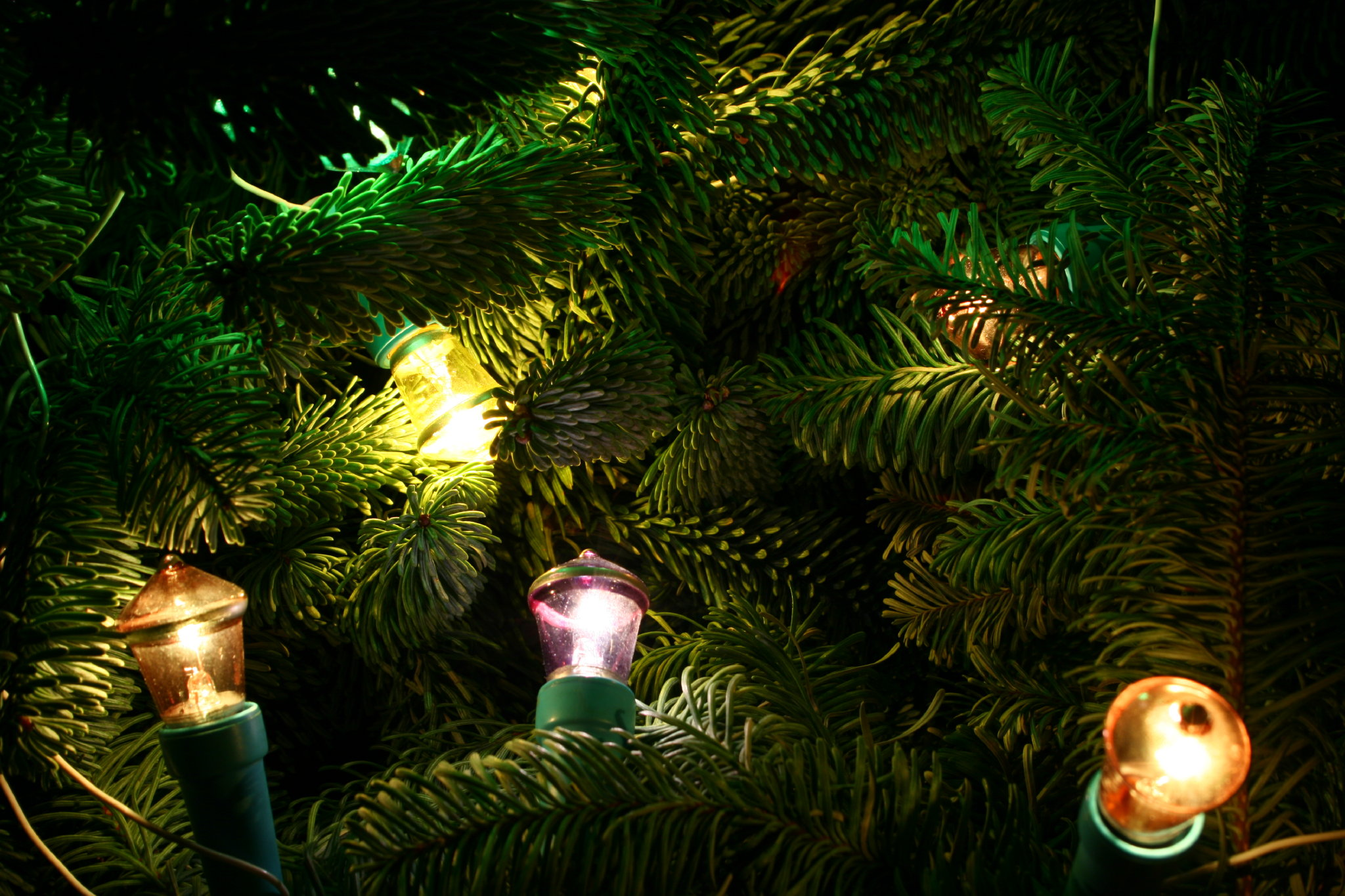
Ёлочная электрогирлянда «Московский фонарик». МЭЛЗ, 1970 год

Советская ёлочная гирлянда

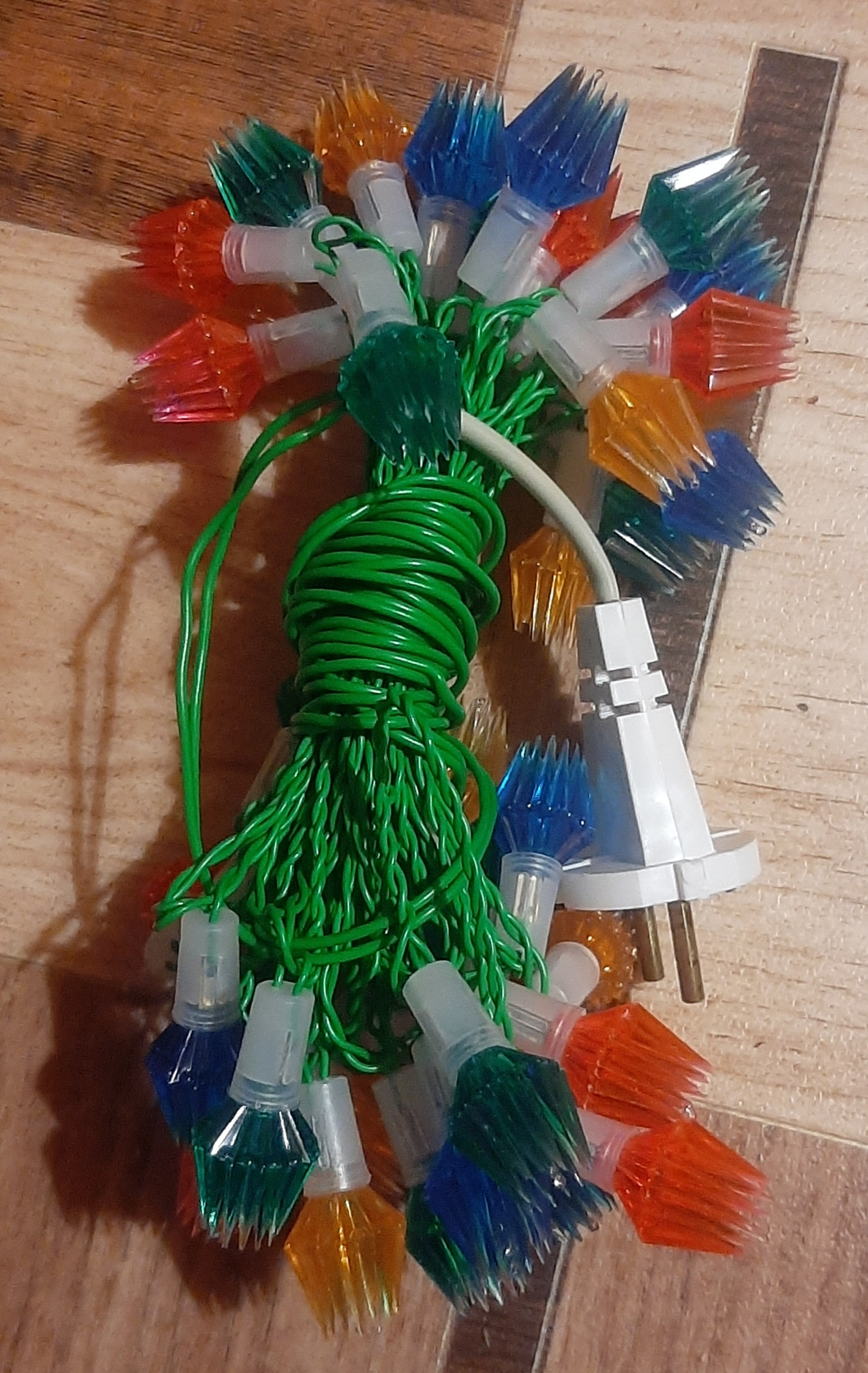
Электрогирлянда, конец 1980-х гг.

В СССР первые гирлянды начали производиться лишь в 1938 году, первая советская ёлочная электрическая гирлянда имела наименование в стиле своего времени — ЁГ-1 — и представляла собой 2 параллельные цепи по десять 13-вольтовых лампочек (такое схемотехническое решение определялось применявшимся в то время напряжением бытовой осветительной сети 127 вольт) с конической колбой, окрашенной цапонлаком в красный, жёлтый, зелёный и сине-фиолетовые цвета, с оформлением их патронов из карболита в виде традиционных свечей на прищепках для крепления к веткам. К гирлянде ЁГ-1 в комплекте шли три запасные лампы и инструкция по поиску и замене перегоревшей лампы.
Советские гирлянды, как правило, имели сменные лампы, включённые в одну общую проводную линию. Гирлянды, производимые на Московском электроламповом заводе, оснащались патронами с малогабаритными лампами, выполненными в виде фонарей, космических ракет и других фигур. Гирлянды других заводов выполнялись на обычных лампах и имели фигурные пластмассовые плафоны в виде «пушкинских фонариков» или же различных фигур.

## Современные технологии
Современные электрогирлянды в основном выпускаются в виде неразборных электротехнических изделий с лампами сверхмалых габаритов, впрессованными в ответвления кабеля. Сочетание нескольких жгутов проводов с электронным блоком управления позволяет формировать разнообразные световые эффекты, такие, как «бегущие огни». Гирлянды, имеющие в составе микросхемные музыкальные синтезаторы, могут воспроизводить одну или несколько запрограммированных мелодий. В основном они используются для оформления предприятий торговли.
С появлением светодиодной техники всё шире получают распространение светодиодные гирлянды, а также более «высокотехнологичные» волоконно-оптические световодные. Аналогом гирлянды может служить дюралайт.

## Галерея

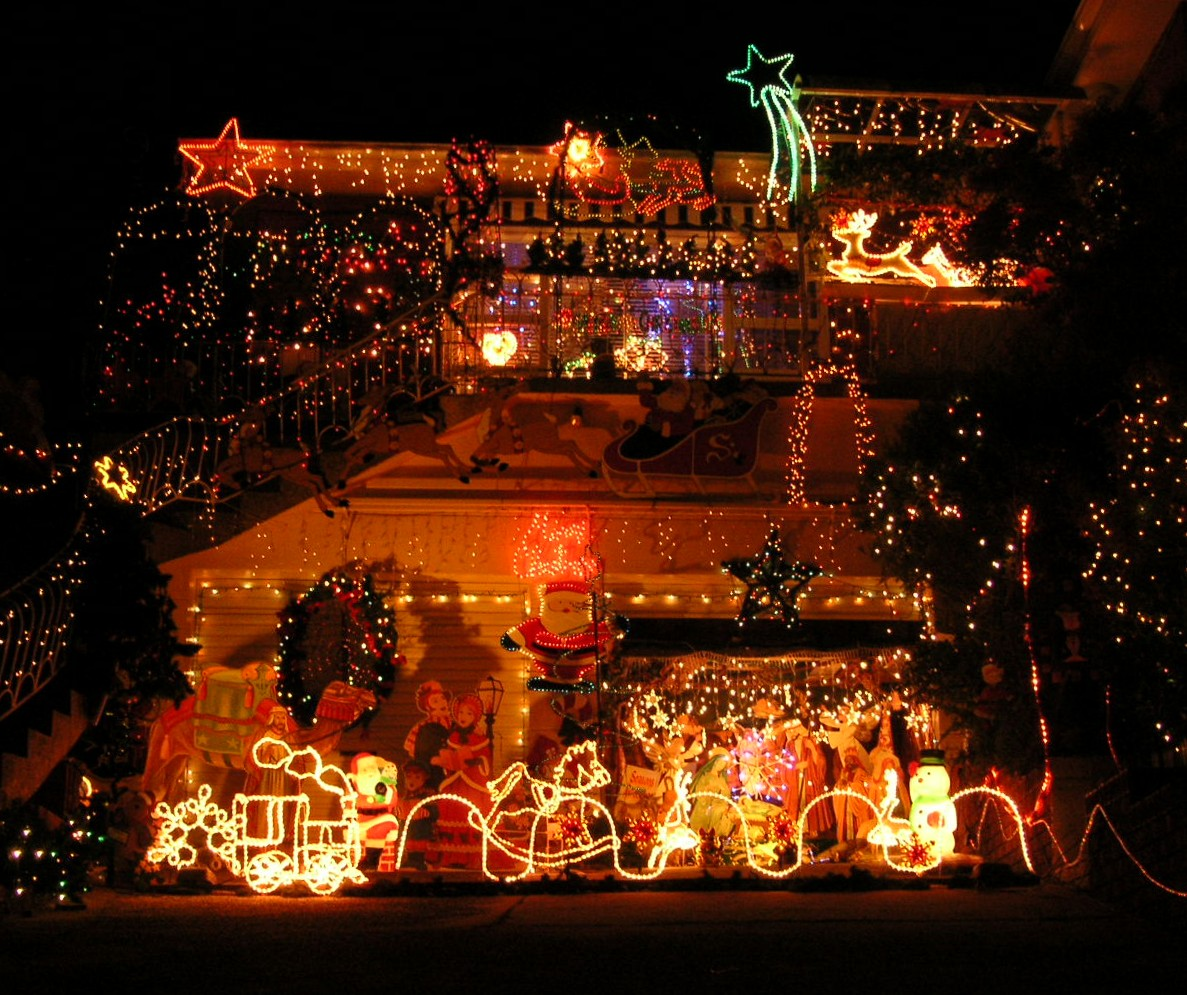
Световые скульптуры и гирлянды, окружающие вертеп в частном доме
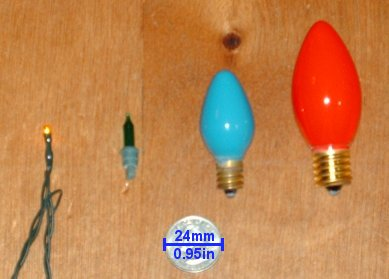
Четыре самых распространённых размера ламп, используемых в США. Слева направо: светодиоды «рисового» типа (0,057 Вт), T1¾ «миниатюрные» (0,5 Вт), C7½ (5 Вт) и C9¼ (7,5 Вт).
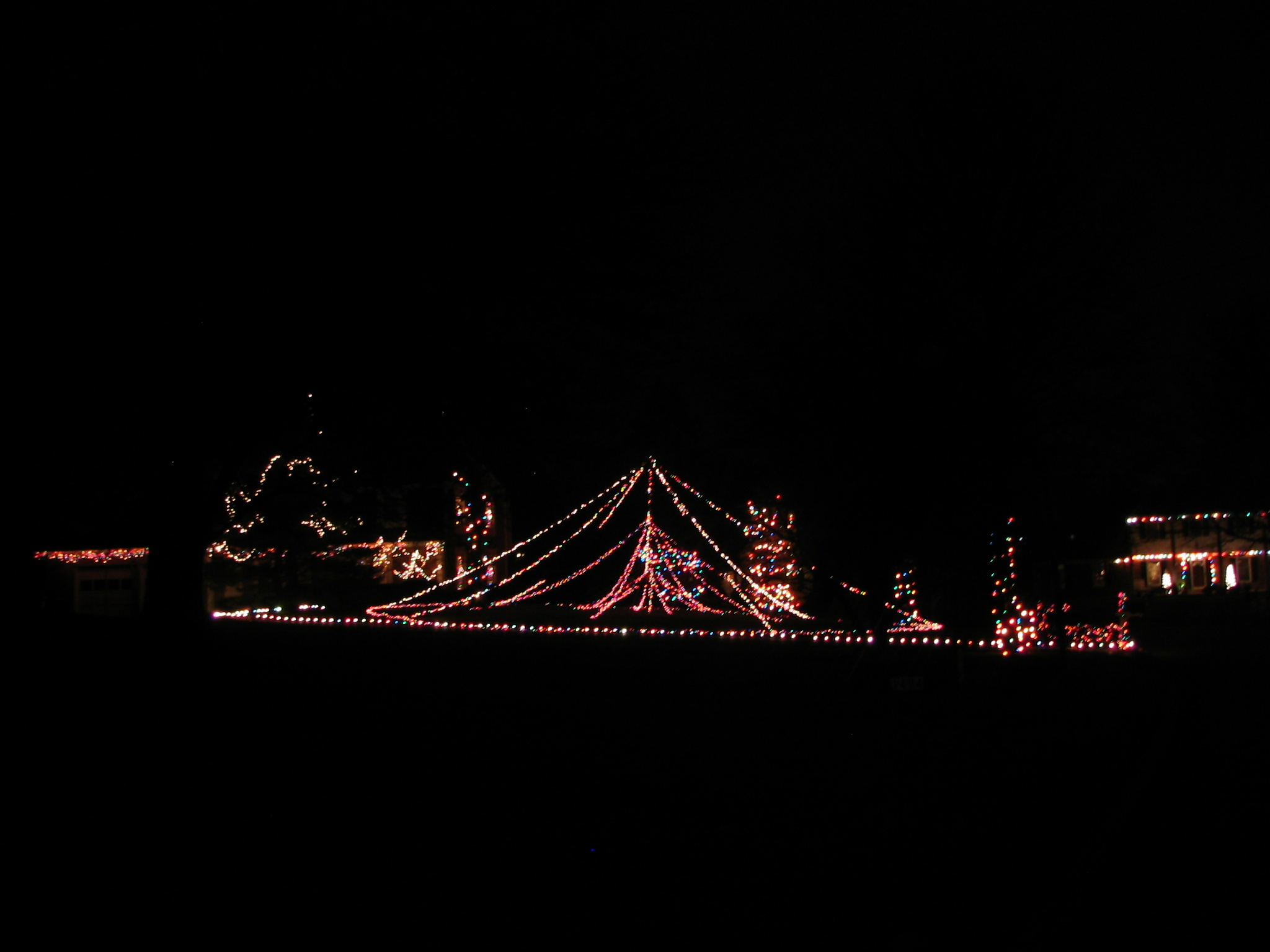
Дом в Цинциннати, США. Используются только типы фонарей mini, C7 и C9.